# Franciszek Ksawery Potocki (zm. 1731)
Franciszek Ksawery Potocki herbu Pilawa (zm. 1731) – starosta sokalski w 1723 roku.
Ojciec - Michał Potocki, matka - Zofia Aniela Czarniecka z Czarncy h. Łodzia. Ożeniony z Elżbietą z Ruszczy Branicką, córką wojewody podlaskiego Stefana.